# Lombardiet Rundt 2021
Lombardiet Rundt 2021 (officielt Il Lombardia) var den 115. udgave af det italienske monument Lombardiet Rundt. Cykelløbet blev kørt den 9. oktober 2021 med start i Bergamo og mål i Como. Løbet var 29. og sidste arrangement på UCI World Tour 2021.
Slovenske Tadej Pogačar fra UAE Team Emirates vandt løbet. 

## Resultater
| \| Samlede stilling \| Samlede stilling \| Samlede stilling \| Samlede stilling \| Samlede stilling \| \| Rytter \| Rytter \| Hold \| Tid \| \| \| ---------------- \| ------------------ \| ---------------------- \| ---------------- \| ---------------- \| \| 1. \| Tadej Pogačar \| UAE Team Emirates \| 6t 01' 39" \| \| \| 2. \| Fausto Masnada \| Deceuninck-Quick Step \| + 0" \| \| \| 3. \| Adam Yates \| Ineos Grenadiers \| + 51" \| \| \| 4. \| Primož Roglič \| Jumbo-Visma \| + 51" \| \| \| 5. \| Alejandro Valverde \| Movistar Team \| + 51" \| \| \| 6. \| Julian Alaphilippe \| Deceuninck-Quick Step \| + 51" \| \| \| 7. \| David Gaudu \| Groupama-FDJ \| + 51" \| \| \| 8. \| Romain Bardet \| Team DSM \| + 51" \| \| \| 9. \| Michael Woods \| Israel Start-Up Nation \| + 51" \| \| \| 10. \| Sergio Higuita \| EF Education-Nippo \| + 2' 25" \| \| \| 11. \| Nairo Quintana \| Arkéa-Samsic \| + 2' 25" \| \| \| 12. \| Attila Valter \| Groupama-FDJ \| + 2' 25" \| \| \| 13. \| Vincenzo Nibali \| Trek-Segafredo \| + 2' 25" \| \| \| 14. \| Jonas Vingegaard \| Jumbo-Visma \| + 2' 25" \| \| \| 15. \| Lorenzo Fortunato \| Eolo-Kometa \| + 2' 25" \| \| \| 16. \| Nelson Oliveira \| Movistar Team \| + 2' 25" \| \| \| 17. \| Pavel Sivakov \| Ineos Grenadiers \| + 2' 35" \| \| \| 18. \| Mikel Nieve \| BikeExchange \| + 2' 49" \| \| \| 19. \| Remco Evenepoel \| Deceuninck-Quick Step \| + 3' 13" \| \| \| 20. \| Bauke Mollema \| Trek-Segafredo \| + 3' 23" \| \| |                    |                        |            |
| |                    |                        |            |
| Kilde: ProCyclingStats |                    |                        |            |
| Samlede stilling |                    |                        |            |
| Rytter | Rytter             | Hold                   | Tid        |
| 1. | Tadej Pogačar      | UAE Team Emirates      | 6t 01' 39" |
| 2. | Fausto Masnada     | Deceuninck-Quick Step  | + 0"       |
| 3. | Adam Yates         | Ineos Grenadiers       | + 51"      |
| 4. | Primož Roglič      | Jumbo-Visma            | + 51"      |
| 5. | Alejandro Valverde | Movistar Team          | + 51"      |
| 6. | Julian Alaphilippe | Deceuninck-Quick Step  | + 51"      |
| 7. | David Gaudu        | Groupama-FDJ           | + 51"      |
| 8. | Romain Bardet      | Team DSM               | + 51"      |
| 9. | Michael Woods      | Israel Start-Up Nation | + 51"      |
| 10. | Sergio Higuita     | EF Education-Nippo     | + 2' 25"   |
| 11. | Nairo Quintana     | Arkéa-Samsic           | + 2' 25"   |
| 12. | Attila Valter      | Groupama-FDJ           | + 2' 25"   |
| 13. | Vincenzo Nibali    | Trek-Segafredo         | + 2' 25"   |
| 14. | Jonas Vingegaard   | Jumbo-Visma            | + 2' 25"   |
| 15. | Lorenzo Fortunato  | Eolo-Kometa            | + 2' 25"   |
| 16. | Nelson Oliveira    | Movistar Team          | + 2' 25"   |
| 17. | Pavel Sivakov      | Ineos Grenadiers       | + 2' 35"   |
| 18. | Mikel Nieve        | BikeExchange           | + 2' 49"   |
| 19. | Remco Evenepoel    | Deceuninck-Quick Step  | + 3' 13"   |
| 20. | Bauke Mollema      | Trek-Segafredo         | + 3' 23"   |

## Hold og ryttere
| UCI WorldTeams (19)- Deceuninck-Quick Step - AG2R Citroën Team - Astana-Premier Tech - Bahrain Victorious - Bora-Hansgrohe - Cofidis - EF Education-Nippo - Groupama-FDJ - Ineos Grenadiers - Intermarché-Wanty-Gobert Matériaux - Israel Start-Up Nation - Jumbo-Visma - Lotto Soudal - Movistar Team - Team BikeExchange - Team DSM - Qhubeka NextHash - Trek-Segafredo - UAE Team Emirates UCI ProTeams (6)- Alpecin-Fenix - Androni Giocattoli-Sidermec - Bardiani CSF Faizanè - Eolo-Kometa - Arkéa-Samsic - Vini Zabù |
| |

### Danske ryttere
| Danske ryttere på startlisten |                         |                       |           |
| Rygnummer                     | Rytter                  | Hold                  | Placering |
| 157                           | Jonas Vingegaard        | Team Jumbo-Visma      | 14        |
| 164                           | Andreas Kron            | Lotto-Soudal          | DNF       |
| 194                           | Christopher Juul-Jensen | Team BikeExchange     | 104       |
| 214                           | Andreas Stokbro         | Team Qhubeka NextHash | DNF       |
| 223                           | Niklas Eg               | Trek-Segafredo        | DNF       |

* DNF = gennemførte ikke

## Startliste
| Deceuninck-Quick Step DQT | Deceuninck-Quick Step DQT           | Deceuninck-Quick Step DQT |
| ------------------------- | ----------------------------------- | ------------------------- |
| Nr.                       | Rytter                              | Placering                 |
| 1                         | Julian Alaphilippe (FRA) (landevej) | 6.                        |
| 2                         | João Almeida (POR)                  | 40.                       |
| 3                         | Andrea Bagioli (ITA)                | 70.                       |
| 4                         | Fausto Masnada (ITA)                | 2.                        |
| 5                         | Dries Devenyns (BEL)                | DNF                       |
| 6                         | Remco Evenepoel (BEL)               | 19.                       |
| 7                         | Pieter Serry (BEL)                  | DNF                       |

| AG2R Citroën Team ACT | AG2R Citroën Team ACT        | AG2R Citroën Team ACT |
| --------------------- | ---------------------------- | --------------------- |
| Nr.                   | Rytter                       | Placering             |
| 11                    | Clément Berthet (FRA)        | 46.                   |
| 12                    | Geoffrey Bouchard (FRA)      | 32.                   |
| 13                    | Clément Champoussin (FRA)    | 62.                   |
| 14                    | Benoît Cosnefroy (FRA)       | DNF                   |
| 15                    | Jaakko Hänninen (FIN)        | DNF                   |
| 16                    | Aurélien Paret-Peintre (FRA) | 34.                   |
| 17                    | Larry Warbasse (USA)         | 31.                   |

| Alpecin-Fenix AFC | Alpecin-Fenix AFC       | Alpecin-Fenix AFC |
| ----------------- | ----------------------- | ----------------- |
| Nr.               | Rytter                  | Placering         |
| 21                | Floris De Tier (BEL)    | DNF               |
| 22                | Jimmy Janssens (BEL)    | DNF               |
| 23                | Xandro Meurisse (BEL)   | DNF               |
| 24                | Kristian Sbaragli (ITA) | 47.               |
| 25                | Ben Tulett (GBR)        | 21.               |
| 26                | Petr Vakoč (CZE)        | DNF               |
| 27                | Louis Vervaeke (BEL)    | 74.               |

| Androni Giocattoli-Sidermec ANS | Androni Giocattoli-Sidermec ANS  | Androni Giocattoli-Sidermec ANS |
| ------------------------------- | -------------------------------- | ------------------------------- |
| Nr.                             | Rytter                           | Placering                       |
| 31                              | Mattia Bais (ITA)                | 67.                             |
| 32                              | Jefferson Alexander Cepeda (ECU) | DNF                             |
| 33                              | Daniel Muñoz (COL)               | DNF                             |
| 34                              | Simone Ravanelli (ITA)           | 66.                             |
| 35                              | Eduardo Sepúlveda (ARG)          | 94.                             |
| 36                              | Filippo Tagliani (ITA)           | DNF                             |
| 37                              | Nicola Venchiarutti (ITA)        | DNF                             |

| Astana-Premier Tech APT | Astana-Premier Tech APT   | Astana-Premier Tech APT |
| ----------------------- | ------------------------- | ----------------------- |
| Nr.                     | Rytter                    | Placering               |
| 41                      | Aleksandr Vlasov (RUS)    | 39.                     |
| 42                      | Samuele Battistella (ITA) | DNF                     |
| 43                      | Manuele Boaro (ITA)       | DNF                     |
| 44                      | Rodrigo Contreras (COL)   | DNF                     |
| 45                      | Fabio Felline (ITA)       | DNF                     |
| 46                      | Aleksej Lutsenko (KAZ)    | DNF                     |
| 47                      | Matteo Sobrero (ITA)      | DNF                     |

| Bahrain Victorious TBV | Bahrain Victorious TBV    | Bahrain Victorious TBV |
| ---------------------- | ------------------------- | ---------------------- |
| Nr.                    | Rytter                    | Placering              |
| 51                     | Dylan Teuns (BEL)         | 37.                    |
| 52                     | Santiago Buitrago (COL)   | 101.                   |
| 53                     | Mikel Landa (ESP)         | DNF                    |
| 54                     | Matej Mohorič (SLO)       | DNF                    |
| 55                     | Domen Novak (SLO)         | 77.                    |
| 56                     | Hermann Pernsteiner (AUT) | 97.                    |
| 57                     | Stephen Williams (GBR)    | DNF                    |

| Bardiani CSF Faizanè BCF | Bardiani CSF Faizanè BCF | Bardiani CSF Faizanè BCF |
| ------------------------ | ------------------------ | ------------------------ |
| Nr.                      | Rytter                   | Placering                |
| 61                       | Giovanni Carboni (ITA)   | DNF                      |
| 62                       | Luca Covili (ITA)        | 79.                      |
| 63                       | Filippo Fiorelli (ITA)   | DNF                      |
| 64                       | Davide Gabburo (ITA)     | 95.                      |
| 65                       | Andrea Garosio (ITA)     | 49.                      |
| 66                       | Alessandro Monaco (ITA)  | 105.                     |
| 67                       | Daniel Savini (ITA)      | 96.                      |

| Bora-Hansgrohe BOH | Bora-Hansgrohe BOH              | Bora-Hansgrohe BOH |
| ------------------ | ------------------------------- | ------------------ |
| Nr.                | Rytter                          | Placering          |
| 71                 | Cesare Benedetti (POL)          | DNF                |
| 72                 | Giovanni Aleotti (ITA)          | DNF                |
| 73                 | Emanuel Buchmann (GER)          | DNF                |
| 74                 | Matteo Fabbro (ITA)             | 68.                |
| 75                 | Felix Großschartner (AUT)       | 41.                |
| 76                 | Patrick Konrad (AUT) (landevej) | 55.                |
| 77                 | Ide Schelling (NED)             | DNF                |

| Cofidis COF | Cofidis COF            | Cofidis COF |
| ----------- | ---------------------- | ----------- |
| Nr.         | Rytter                 | Placering   |
| 81          | Guillaume Martin (FRA) | 44.         |
| 82          | Natnael Berhane (ERI)  | DNF         |
| 83          | Thomas Champion (FRA)  | 90.         |
| 84          | Rubén Fernández (ESP)  | 92.         |
| 85          | Simon Geschke (GER)    | 93.         |
| 86          | Victor Lafay (FRA)     | DNF         |
| 87          | Rémy Rochas (FRA)      | DNF         |

| EF Education-Nippo EFN | EF Education-Nippo EFN      | EF Education-Nippo EFN |
| ---------------------- | --------------------------- | ---------------------- |
| Nr.                    | Rytter                      | Placering              |
| 91                     | Rigoberto Urán (COL)        | 56.                    |
| 92                     | Will Barta (USA)            | 106.                   |
| 93                     | Diego Camargo (COL)         | DNF                    |
| 94                     | Daniel Arroyave Cañas (COL) | DNF                    |
| 95                     | Sergio Higuita (COL)        | 10.                    |
| 96                     | Neilson Powless (USA)       | 51.                    |
| 97                     | James Whelan (AUS)          | DNF                    |

| Eolo-Kometa EOK | Eolo-Kometa EOK         | Eolo-Kometa EOK |
| --------------- | ----------------------- | --------------- |
| Nr.             | Rytter                  | Placering       |
| 101             | Lorenzo Fortunato (ITA) | 15.             |
| 102             | Vincenzo Albanese (ITA) | DNF             |
| 103             | Davide Bais (ITA)       | DNF             |
| 104             | Mark Christian (GBR)    | 61.             |
| 105             | Erik Fetter (HUN)       | DNF             |
| 106             | Francesco Gavazzi (ITA) | DNF             |
| 107             | Edward Ravasi (ITA)     | 81.             |

| Groupama-FDJ GFC | Groupama-FDJ GFC            | Groupama-FDJ GFC |
| ---------------- | --------------------------- | ---------------- |
| Nr.              | Rytter                      | Placering        |
| 111              | Thibaut Pinot (FRA)         | 50.              |
| 112              | Matteo Badilatti (SUI)      | 35.              |
| 113              | David Gaudu (FRA)           | 7.               |
| 114              | Matthieu Ladagnous (FRA)    | DNF              |
| 115              | Sébastien Reichenbach (SUI) | 60.              |
| 116              | Anthony Roux (FRA)          | DNF              |
| 117              | Attila Valter (HUN)         | 12.              |

| Ineos Grenadiers IGD | Ineos Grenadiers IGD       | Ineos Grenadiers IGD |
| -------------------- | -------------------------- | -------------------- |
| Nr.                  | Rytter                     | Placering            |
| 121                  | Adam Yates (GBR)           | 3.                   |
| 122                  | Jonathan Castroviejo (ESP) | 63.                  |
| 123                  | Eddie Dunbar (IRL)         | 87.                  |
| 124                  | Tao Geoghegan Hart (GBR)   | 57.                  |
| 125                  | Ben Swift (GBR) (landevej) | 98.                  |
| 126                  | Gianni Moscon (ITA)        | DNF                  |
| 127                  | Pavel Sivakov (RUS)        | 17.                  |

| Intermarché-Wanty-Gobert Matériaux IWG | Intermarché-Wanty-Gobert Matériaux IWG | Intermarché-Wanty-Gobert Matériaux IWG |
| -------------------------------------- | -------------------------------------- | -------------------------------------- |
| Nr.                                    | Rytter                                 | Placering                              |
| 131                                    | Jan Bakelants (BEL)                    | 54.                                    |
| 132                                    | Jan Hirt (CZE)                         | DNF                                    |
| 133                                    | Louis Meintjes (RSA)                   | DNF                                    |
| 134                                    | Simone Petilli (ITA)                   | 42.                                    |
| 135                                    | Lorenzo Rota (ITA)                     | 28.                                    |
| 136                                    | Rein Taaramäe (EST)                    | 75.                                    |
| 137                                    | Odd Christian Eiking (NOR)             | 53.                                    |

| Israel Start-Up Nation ISN | Israel Start-Up Nation ISN | Israel Start-Up Nation ISN |
| -------------------------- | -------------------------- | -------------------------- |
| Nr.                        | Rytter                     | Placering                  |
| 141                        | Daniel Martin (IRL)        | 38.                        |
| 142                        | Chris Froome (GBR)         | DNF                        |
| 143                        | Omer Goldstein (ISR)       | DNF                        |
| 144                        | Ben Hermans (BEL)          | DNF                        |
| 145                        | Reto Hollenstein (SUI)     | 73.                        |
| 146                        | James Piccoli (CAN)        | DNF                        |
| 147                        | Michael Woods (CAN)        | 9.                         |

| Jumbo-Visma TJV | Jumbo-Visma TJV                 | Jumbo-Visma TJV |
| --------------- | ------------------------------- | --------------- |
| Nr.             | Rytter                          | Placering       |
| 151             | Primož Roglič (SLO)             | 4.              |
| 152             | George Bennett (NZL) (landevej) | 85.             |
| 153             | Koen Bouwman (NED)              | 91.             |
| 154             | Chris Harper (AUS)              | DNF             |
| 155             | Steven Kruijswijk (NED)         | 43.             |
| 156             | Sam Oomen (NED)                 | 80.             |
| 157             | Jonas Vingegaard (DEN)          | 14.             |

| Lotto-Soudal LTS | Lotto-Soudal LTS        | Lotto-Soudal LTS |
| ---------------- | ----------------------- | ---------------- |
| Nr.              | Rytter                  | Placering        |
| 161              | Tim Wellens (BEL)       | 82.              |
| 162              | Steff Cras (BEL)        | 78.              |
| 163              | Matthew Holmes (GBR)    | DNF              |
| 164              | Andreas Kron (DEN)      | DNF              |
| 165              | Tomasz Marczyński (POL) | 103.             |
| 166              | Maxim Van Gils (BEL)    | DNF              |
| 167              | Harm Vanhoucke (BEL)    | 33.              |

| Movistar Team MOV | Movistar Team MOV        | Movistar Team MOV |
| ----------------- | ------------------------ | ----------------- |
| Nr.               | Rytter                   | Placering         |
| 171               | Alejandro Valverde (ESP) | 5.                |
| 172               | Dario Cataldo (ITA)      | 45.               |
| 173               | Nelson Oliveira (POR)    | 16.               |
| 174               | Antonio Pedrero (ESP)    | DNF               |
| 175               | José Joaquín Rojas (ESP) | 52.               |
| 176               | Gonzalo Serrano (ESP)    | 102.              |
| 177               | Davide Villella (ITA)    | 22.               |

| Arkéa-Samsic ARK | Arkéa-Samsic ARK     | Arkéa-Samsic ARK |
| ---------------- | -------------------- | ---------------- |
| Nr.              | Rytter               | Placering        |
| 181              | Nairo Quintana (COL) | 11.              |
| 182              | Maxime Bouet (FRA)   | 58.              |
| 183              | Winner Anacona (COL) | DNF              |
| 184              | Élie Gesbert (FRA)   | DNF              |
| 185              | Romain Hardy (FRA)   | DNF              |
| 186              | Łukasz Owsian (POL)  | DNF              |
| 187              | Dayer Quintana (COL) | 76.              |

| BikeExchange BEX | BikeExchange BEX              | BikeExchange BEX |
| ---------------- | ----------------------------- | ---------------- |
| Nr.              | Rytter                        | Placering        |
| 191              | Simon Yates (GBR)             | 86.              |
| 192              | Kevin Colleoni (ITA)          | 84.              |
| 193              | Damien Howson (AUS)           | 100.             |
| 194              | Christopher Juul-Jensen (DEN) | 104.             |
| 195              | Mikel Nieve (ESP)             | 18.              |
| 196              | Nick Schultz (AUS)            | 59.              |
| 197              | Andrej Zejts (KAZ)            | 48.              |

| Team DSM DSM | Team DSM DSM             | Team DSM DSM |
| ------------ | ------------------------ | ------------ |
| Nr.          | Rytter                   | Placering    |
| 201          | Romain Bardet (FRA)      | 8.           |
| 202          | Thymen Arensman (NED)    | 88.          |
| 203          | Tiesj Benoot (BEL)       | 29.          |
| 204          | Mark Donovan (GBR)       | 89.          |
| 205          | Chris Hamilton (AUS)     | 64.          |
| 206          | Andreas Leknessund (NOR) | 107.         |
| 207          | Michael Storer (AUS)     | 25.          |

| Qhubeka NextHash TQA | Qhubeka NextHash TQA     | Qhubeka NextHash TQA |
| -------------------- | ------------------------ | -------------------- |
| Nr.                  | Rytter                   | Placering            |
| 211                  | Domenico Pozzovivo (ITA) | 30.                  |
| 212                  | Sean Bennett (USA)       | DNF                  |
| 213                  | Victor Campenaerts (BEL) | 99.                  |
| 214                  | Andreas Stokbro (DEN)    | DNF                  |
| 215                  | Mauro Schmid (SUI)       | DNF                  |
| 216                  | Dylan Sunderland (AUS)   | DNF                  |
| 217                  | Karel Vacek (CZE)        | DNF                  |

| Trek-Segafredo TFS | Trek-Segafredo TFS            | Trek-Segafredo TFS |
| ------------------ | ----------------------------- | ------------------ |
| Nr.                | Rytter                        | Placering          |
| 221                | Bauke Mollema (NED)           | 20.                |
| 222                | Gianluca Brambilla (ITA)      | DNF                |
| 223                | Niklas Eg (DEN)               | DNF                |
| 224                | Amanuel Ghebreigzabhier (ERI) | 26.                |
| 225                | Antonio Tiberi (ITA)          | 83.                |
| 226                | Vincenzo Nibali (ITA)         | 13.                |
| 227                | Toms Skujiņš (LAT) (landevej) | 27.                |

| UAE Team Emirates UAD | UAE Team Emirates UAD | UAE Team Emirates UAD |
| --------------------- | --------------------- | --------------------- |
| Nr.                   | Rytter                | Placering             |
| 231                   | Tadej Pogačar (SLO)   | 1.                    |
| 232                   | Davide Formolo (ITA)  | 69.                   |
| 233                   | Marc Hirschi (SUI)    | 36.                   |
| 234                   | Rafał Majka (POL)     | 24.                   |
| 235                   | Brandon McNulty (USA) | 65.                   |
| 236                   | Jan Polanc (SLO)      | DNF                   |
| 237                   | Diego Ulissi (ITA)    | 23.                   |

| Vini Zabù THR | Vini Zabù THR              | Vini Zabù THR |
| ------------- | -------------------------- | ------------- |
| Nr.           | Rytter                     | Placering     |
| 241           | Edoardo Zardini (ITA)      | 72.           |
| 242           | Simone Bevilacqua (ITA)    | DNF           |
| 243           | Marco Frapporti (ITA)      | DNF           |
| 244           | Jakub Mareczko (ITA)       | DNF           |
| 245           | Davide Orrico (ITA)        | 71.           |
| 246           | Daniel Pearson (GBR)       | DNF           |
| 247           | Riccardo Stacchiotti (ITA) | DNF           |

| Deceuninck-Quick Step DQT | Deceuninck-Quick Step DQT           | Deceuninck-Quick Step DQT |
| ------------------------- | ----------------------------------- | ------------------------- |
| Nr.                       | Rytter                              | Placering                 |
| 1                         | Julian Alaphilippe (FRA) (landevej) | 6.                        |
| 2                         | João Almeida (POR)                  | 40.                       |
| 3                         | Andrea Bagioli (ITA)                | 70.                       |
| 4                         | Fausto Masnada (ITA)                | 2.                        |
| 5                         | Dries Devenyns (BEL)                | DNF                       |
| 6                         | Remco Evenepoel (BEL)               | 19.                       |
| 7                         | Pieter Serry (BEL)                  | DNF                       |

| AG2R Citroën Team ACT | AG2R Citroën Team ACT        | AG2R Citroën Team ACT |
| --------------------- | ---------------------------- | --------------------- |
| Nr.                   | Rytter                       | Placering             |
| 11                    | Clément Berthet (FRA)        | 46.                   |
| 12                    | Geoffrey Bouchard (FRA)      | 32.                   |
| 13                    | Clément Champoussin (FRA)    | 62.                   |
| 14                    | Benoît Cosnefroy (FRA)       | DNF                   |
| 15                    | Jaakko Hänninen (FIN)        | DNF                   |
| 16                    | Aurélien Paret-Peintre (FRA) | 34.                   |
| 17                    | Larry Warbasse (USA)         | 31.                   |

| Alpecin-Fenix AFC | Alpecin-Fenix AFC       | Alpecin-Fenix AFC |
| ----------------- | ----------------------- | ----------------- |
| Nr.               | Rytter                  | Placering         |
| 21                | Floris De Tier (BEL)    | DNF               |
| 22                | Jimmy Janssens (BEL)    | DNF               |
| 23                | Xandro Meurisse (BEL)   | DNF               |
| 24                | Kristian Sbaragli (ITA) | 47.               |
| 25                | Ben Tulett (GBR)        | 21.               |
| 26                | Petr Vakoč (CZE)        | DNF               |
| 27                | Louis Vervaeke (BEL)    | 74.               |

| Androni Giocattoli-Sidermec ANS | Androni Giocattoli-Sidermec ANS  | Androni Giocattoli-Sidermec ANS |
| ------------------------------- | -------------------------------- | ------------------------------- |
| Nr.                             | Rytter                           | Placering                       |
| 31                              | Mattia Bais (ITA)                | 67.                             |
| 32                              | Jefferson Alexander Cepeda (ECU) | DNF                             |
| 33                              | Daniel Muñoz (COL)               | DNF                             |
| 34                              | Simone Ravanelli (ITA)           | 66.                             |
| 35                              | Eduardo Sepúlveda (ARG)          | 94.                             |
| 36                              | Filippo Tagliani (ITA)           | DNF                             |
| 37                              | Nicola Venchiarutti (ITA)        | DNF                             |

| Astana-Premier Tech APT | Astana-Premier Tech APT   | Astana-Premier Tech APT |
| ----------------------- | ------------------------- | ----------------------- |
| Nr.                     | Rytter                    | Placering               |
| 41                      | Aleksandr Vlasov (RUS)    | 39.                     |
| 42                      | Samuele Battistella (ITA) | DNF                     |
| 43                      | Manuele Boaro (ITA)       | DNF                     |
| 44                      | Rodrigo Contreras (COL)   | DNF                     |
| 45                      | Fabio Felline (ITA)       | DNF                     |
| 46                      | Aleksej Lutsenko (KAZ)    | DNF                     |
| 47                      | Matteo Sobrero (ITA)      | DNF                     |

| Bahrain Victorious TBV | Bahrain Victorious TBV    | Bahrain Victorious TBV |
| ---------------------- | ------------------------- | ---------------------- |
| Nr.                    | Rytter                    | Placering              |
| 51                     | Dylan Teuns (BEL)         | 37.                    |
| 52                     | Santiago Buitrago (COL)   | 101.                   |
| 53                     | Mikel Landa (ESP)         | DNF                    |
| 54                     | Matej Mohorič (SLO)       | DNF                    |
| 55                     | Domen Novak (SLO)         | 77.                    |
| 56                     | Hermann Pernsteiner (AUT) | 97.                    |
| 57                     | Stephen Williams (GBR)    | DNF                    |

| Bardiani CSF Faizanè BCF | Bardiani CSF Faizanè BCF | Bardiani CSF Faizanè BCF |
| ------------------------ | ------------------------ | ------------------------ |
| Nr.                      | Rytter                   | Placering                |
| 61                       | Giovanni Carboni (ITA)   | DNF                      |
| 62                       | Luca Covili (ITA)        | 79.                      |
| 63                       | Filippo Fiorelli (ITA)   | DNF                      |
| 64                       | Davide Gabburo (ITA)     | 95.                      |
| 65                       | Andrea Garosio (ITA)     | 49.                      |
| 66                       | Alessandro Monaco (ITA)  | 105.                     |
| 67                       | Daniel Savini (ITA)      | 96.                      |

| Bora-Hansgrohe BOH | Bora-Hansgrohe BOH              | Bora-Hansgrohe BOH |
| ------------------ | ------------------------------- | ------------------ |
| Nr.                | Rytter                          | Placering          |
| 71                 | Cesare Benedetti (POL)          | DNF                |
| 72                 | Giovanni Aleotti (ITA)          | DNF                |
| 73                 | Emanuel Buchmann (GER)          | DNF                |
| 74                 | Matteo Fabbro (ITA)             | 68.                |
| 75                 | Felix Großschartner (AUT)       | 41.                |
| 76                 | Patrick Konrad (AUT) (landevej) | 55.                |
| 77                 | Ide Schelling (NED)             | DNF                |

| Cofidis COF | Cofidis COF            | Cofidis COF |
| ----------- | ---------------------- | ----------- |
| Nr.         | Rytter                 | Placering   |
| 81          | Guillaume Martin (FRA) | 44.         |
| 82          | Natnael Berhane (ERI)  | DNF         |
| 83          | Thomas Champion (FRA)  | 90.         |
| 84          | Rubén Fernández (ESP)  | 92.         |
| 85          | Simon Geschke (GER)    | 93.         |
| 86          | Victor Lafay (FRA)     | DNF         |
| 87          | Rémy Rochas (FRA)      | DNF         |

| EF Education-Nippo EFN | EF Education-Nippo EFN      | EF Education-Nippo EFN |
| ---------------------- | --------------------------- | ---------------------- |
| Nr.                    | Rytter                      | Placering              |
| 91                     | Rigoberto Urán (COL)        | 56.                    |
| 92                     | Will Barta (USA)            | 106.                   |
| 93                     | Diego Camargo (COL)         | DNF                    |
| 94                     | Daniel Arroyave Cañas (COL) | DNF                    |
| 95                     | Sergio Higuita (COL)        | 10.                    |
| 96                     | Neilson Powless (USA)       | 51.                    |
| 97                     | James Whelan (AUS)          | DNF                    |

| Eolo-Kometa EOK | Eolo-Kometa EOK         | Eolo-Kometa EOK |
| --------------- | ----------------------- | --------------- |
| Nr.             | Rytter                  | Placering       |
| 101             | Lorenzo Fortunato (ITA) | 15.             |
| 102             | Vincenzo Albanese (ITA) | DNF             |
| 103             | Davide Bais (ITA)       | DNF             |
| 104             | Mark Christian (GBR)    | 61.             |
| 105             | Erik Fetter (HUN)       | DNF             |
| 106             | Francesco Gavazzi (ITA) | DNF             |
| 107             | Edward Ravasi (ITA)     | 81.             |

| Groupama-FDJ GFC | Groupama-FDJ GFC            | Groupama-FDJ GFC |
| ---------------- | --------------------------- | ---------------- |
| Nr.              | Rytter                      | Placering        |
| 111              | Thibaut Pinot (FRA)         | 50.              |
| 112              | Matteo Badilatti (SUI)      | 35.              |
| 113              | David Gaudu (FRA)           | 7.               |
| 114              | Matthieu Ladagnous (FRA)    | DNF              |
| 115              | Sébastien Reichenbach (SUI) | 60.              |
| 116              | Anthony Roux (FRA)          | DNF              |
| 117              | Attila Valter (HUN)         | 12.              |

| Ineos Grenadiers IGD | Ineos Grenadiers IGD       | Ineos Grenadiers IGD |
| -------------------- | -------------------------- | -------------------- |
| Nr.                  | Rytter                     | Placering            |
| 121                  | Adam Yates (GBR)           | 3.                   |
| 122                  | Jonathan Castroviejo (ESP) | 63.                  |
| 123                  | Eddie Dunbar (IRL)         | 87.                  |
| 124                  | Tao Geoghegan Hart (GBR)   | 57.                  |
| 125                  | Ben Swift (GBR) (landevej) | 98.                  |
| 126                  | Gianni Moscon (ITA)        | DNF                  |
| 127                  | Pavel Sivakov (RUS)        | 17.                  |

| Intermarché-Wanty-Gobert Matériaux IWG | Intermarché-Wanty-Gobert Matériaux IWG | Intermarché-Wanty-Gobert Matériaux IWG |
| -------------------------------------- | -------------------------------------- | -------------------------------------- |
| Nr.                                    | Rytter                                 | Placering                              |
| 131                                    | Jan Bakelants (BEL)                    | 54.                                    |
| 132                                    | Jan Hirt (CZE)                         | DNF                                    |
| 133                                    | Louis Meintjes (RSA)                   | DNF                                    |
| 134                                    | Simone Petilli (ITA)                   | 42.                                    |
| 135                                    | Lorenzo Rota (ITA)                     | 28.                                    |
| 136                                    | Rein Taaramäe (EST)                    | 75.                                    |
| 137                                    | Odd Christian Eiking (NOR)             | 53.                                    |

| Israel Start-Up Nation ISN | Israel Start-Up Nation ISN | Israel Start-Up Nation ISN |
| -------------------------- | -------------------------- | -------------------------- |
| Nr.                        | Rytter                     | Placering                  |
| 141                        | Daniel Martin (IRL)        | 38.                        |
| 142                        | Chris Froome (GBR)         | DNF                        |
| 143                        | Omer Goldstein (ISR)       | DNF                        |
| 144                        | Ben Hermans (BEL)          | DNF                        |
| 145                        | Reto Hollenstein (SUI)     | 73.                        |
| 146                        | James Piccoli (CAN)        | DNF                        |
| 147                        | Michael Woods (CAN)        | 9.                         |

| Jumbo-Visma TJV | Jumbo-Visma TJV                 | Jumbo-Visma TJV |
| --------------- | ------------------------------- | --------------- |
| Nr.             | Rytter                          | Placering       |
| 151             | Primož Roglič (SLO)             | 4.              |
| 152             | George Bennett (NZL) (landevej) | 85.             |
| 153             | Koen Bouwman (NED)              | 91.             |
| 154             | Chris Harper (AUS)              | DNF             |
| 155             | Steven Kruijswijk (NED)         | 43.             |
| 156             | Sam Oomen (NED)                 | 80.             |
| 157             | Jonas Vingegaard (DEN)          | 14.             |

| Lotto-Soudal LTS | Lotto-Soudal LTS        | Lotto-Soudal LTS |
| ---------------- | ----------------------- | ---------------- |
| Nr.              | Rytter                  | Placering        |
| 161              | Tim Wellens (BEL)       | 82.              |
| 162              | Steff Cras (BEL)        | 78.              |
| 163              | Matthew Holmes (GBR)    | DNF              |
| 164              | Andreas Kron (DEN)      | DNF              |
| 165              | Tomasz Marczyński (POL) | 103.             |
| 166              | Maxim Van Gils (BEL)    | DNF              |
| 167              | Harm Vanhoucke (BEL)    | 33.              |

| Movistar Team MOV | Movistar Team MOV        | Movistar Team MOV |
| ----------------- | ------------------------ | ----------------- |
| Nr.               | Rytter                   | Placering         |
| 171               | Alejandro Valverde (ESP) | 5.                |
| 172               | Dario Cataldo (ITA)      | 45.               |
| 173               | Nelson Oliveira (POR)    | 16.               |
| 174               | Antonio Pedrero (ESP)    | DNF               |
| 175               | José Joaquín Rojas (ESP) | 52.               |
| 176               | Gonzalo Serrano (ESP)    | 102.              |
| 177               | Davide Villella (ITA)    | 22.               |

| Arkéa-Samsic ARK | Arkéa-Samsic ARK     | Arkéa-Samsic ARK |
| ---------------- | -------------------- | ---------------- |
| Nr.              | Rytter               | Placering        |
| 181              | Nairo Quintana (COL) | 11.              |
| 182              | Maxime Bouet (FRA)   | 58.              |
| 183              | Winner Anacona (COL) | DNF              |
| 184              | Élie Gesbert (FRA)   | DNF              |
| 185              | Romain Hardy (FRA)   | DNF              |
| 186              | Łukasz Owsian (POL)  | DNF              |
| 187              | Dayer Quintana (COL) | 76.              |

| BikeExchange BEX | BikeExchange BEX              | BikeExchange BEX |
| ---------------- | ----------------------------- | ---------------- |
| Nr.              | Rytter                        | Placering        |
| 191              | Simon Yates (GBR)             | 86.              |
| 192              | Kevin Colleoni (ITA)          | 84.              |
| 193              | Damien Howson (AUS)           | 100.             |
| 194              | Christopher Juul-Jensen (DEN) | 104.             |
| 195              | Mikel Nieve (ESP)             | 18.              |
| 196              | Nick Schultz (AUS)            | 59.              |
| 197              | Andrej Zejts (KAZ)            | 48.              |

| Team DSM DSM | Team DSM DSM             | Team DSM DSM |
| ------------ | ------------------------ | ------------ |
| Nr.          | Rytter                   | Placering    |
| 201          | Romain Bardet (FRA)      | 8.           |
| 202          | Thymen Arensman (NED)    | 88.          |
| 203          | Tiesj Benoot (BEL)       | 29.          |
| 204          | Mark Donovan (GBR)       | 89.          |
| 205          | Chris Hamilton (AUS)     | 64.          |
| 206          | Andreas Leknessund (NOR) | 107.         |
| 207          | Michael Storer (AUS)     | 25.          |

| Qhubeka NextHash TQA | Qhubeka NextHash TQA     | Qhubeka NextHash TQA |
| -------------------- | ------------------------ | -------------------- |
| Nr.                  | Rytter                   | Placering            |
| 211                  | Domenico Pozzovivo (ITA) | 30.                  |
| 212                  | Sean Bennett (USA)       | DNF                  |
| 213                  | Victor Campenaerts (BEL) | 99.                  |
| 214                  | Andreas Stokbro (DEN)    | DNF                  |
| 215                  | Mauro Schmid (SUI)       | DNF                  |
| 216                  | Dylan Sunderland (AUS)   | DNF                  |
| 217                  | Karel Vacek (CZE)        | DNF                  |

| Trek-Segafredo TFS | Trek-Segafredo TFS            | Trek-Segafredo TFS |
| ------------------ | ----------------------------- | ------------------ |
| Nr.                | Rytter                        | Placering          |
| 221                | Bauke Mollema (NED)           | 20.                |
| 222                | Gianluca Brambilla (ITA)      | DNF                |
| 223                | Niklas Eg (DEN)               | DNF                |
| 224                | Amanuel Ghebreigzabhier (ERI) | 26.                |
| 225                | Antonio Tiberi (ITA)          | 83.                |
| 226                | Vincenzo Nibali (ITA)         | 13.                |
| 227                | Toms Skujiņš (LAT) (landevej) | 27.                |

| UAE Team Emirates UAD | UAE Team Emirates UAD | UAE Team Emirates UAD |
| --------------------- | --------------------- | --------------------- |
| Nr.                   | Rytter                | Placering             |
| 231                   | Tadej Pogačar (SLO)   | 1.                    |
| 232                   | Davide Formolo (ITA)  | 69.                   |
| 233                   | Marc Hirschi (SUI)    | 36.                   |
| 234                   | Rafał Majka (POL)     | 24.                   |
| 235                   | Brandon McNulty (USA) | 65.                   |
| 236                   | Jan Polanc (SLO)      | DNF                   |
| 237                   | Diego Ulissi (ITA)    | 23.                   |

| Vini Zabù THR | Vini Zabù THR              | Vini Zabù THR |
| ------------- | -------------------------- | ------------- |
| Nr.           | Rytter                     | Placering     |
| 241           | Edoardo Zardini (ITA)      | 72.           |
| 242           | Simone Bevilacqua (ITA)    | DNF           |
| 243           | Marco Frapporti (ITA)      | DNF           |
| 244           | Jakub Mareczko (ITA)       | DNF           |
| 245           | Davide Orrico (ITA)        | 71.           |
| 246           | Daniel Pearson (GBR)       | DNF           |
| 247           | Riccardo Stacchiotti (ITA) | DNF           |